# Zingel streber
Zingel streber es una especie de peces de la familia Percidae en el orden de los Perciformes.

## Morfología
Los machos pueden llegar alcanzar los 22 cm de longitud total.

## Distribución geográfica
Se encuentra en el río Danubio (desde Baviera hasta el Mar Negro ).